# Philippe Bonnin (escrime)
Pour les articles homonymes, voir Philippe Bonnin et Bonnin.
Philippe Pierre Bonnin, né le 30 avril 1955 à Boulogne-Billancourt, est un escrimeur français. Membre de l'équipe de France de fleuret, il est médaillé lors des Jeux olympiques en 1980.

## Palmarès

### Jeux olympiques
- Médaille d'or au fleuret par équipe aux Jeux olympiques d'été de 1980 à Moscou aux côtés de Didier Flament, Bruno Boscherie, Frédéric Pietruszka et Pascal Jolyot.

### Championnats du monde
- Médaille d'argent en fleuret par équipe en 1978 aux côtés de Didier Flament, Frédéric Pietruszka, Bruno Boscherie et Pascal Jolyot.